# Ainhoa Sanz Rodríguez
Ainhoa Sanz Rodríguez (Urretxu, 8 de juny de 1989) és una corredora de curses de muntanya basca.
Començà combinant les curses en pista amb el cross, especialitat en la qual destacà especialment. Més endavant, abandonà la competició en pista, després de convertir-se, però, en campiona d'Espanya de 3.000 obstacles, i 5.000 metres, en categoria juvenil. En cross arribà a ser subcampiona d'Espanya en categoria júnior, la qual cosa li va permetre participar en el Campionat del Món de Cros que es va disputar a Kenya. També va participar en el Campionat del Món que es va disputar a Itàlia i va participar en diversos Campionats d'Europa. A més, va guanyar el Campionat d'Euskadi quatre vegades, i també el de Guipúscoa. El 2012 va deixar les competicions en cross, per dedicar-se a les curses de muntanya.
En la especialitat de curses de muntanya guanyà la Mitja Marató de Muntanya de Bera, en la qual va obtenir el record de la prova, i també la cursa a les muntanyes de Segura i Zerain. El maig del 2019 va guanyar el Trail Rae d'Otañes, a Cantàbria, que en aquesta ocasió era Campionat d'Espanya de Carreres por Muntanya en Línia FEDME (Federació Espanyola d'Esports de Muntanya i Escalada). Sanz va acabar aquest trail de 34 km i 2.300 metres de desnivell positiu, corrent amb l'Euskal Selekzioa amb un temps de 3:22:30. L'octubre del 2019 va arribar en primer lloc en la Sky Pirineu, de 36 km i 2.600 metres de desnivell positiu, una de les proves paral·leles a l'Ultra Pirineu.